# Adam Hague
Adam Hague (Sheffield, 29 agosto 1997) è un astista britannico.

## Palmarès
| Anno                                  | Manifestazione          | Sede       | Evento           | Risultato | Prestazione | Note                                     |
| ------------------------------------- | ----------------------- | ---------- | ---------------- | --------- | ----------- | ---------------------------------------- |
| In rappresentanza della Gran Bretagna |                         |            |                  |           |             |                                          |
| 2013                                  | Mondiali allievi        | Donec'k    | Salto con l'asta | 6º        | 4,90 m      |                                          |
| 2014                                  | Mondiali juniores       | Eugene     | Salto con l'asta | 8º        | 5,35 m      | Miglior prestazione personale            |
| 2015                                  | Europei juniores        | Eskilstuna | Salto con l'asta | Oro       | 5,50 m      |                                          |
| 2016                                  | Mondiali under 20       | Bydgoszcz  | Salto con l'asta | 5º        | 5,40 m      |                                          |
| 2018                                  | Europei                 | Berlino    | Salto con l'asta | 10º       | 5,65 m      | Miglior prestazione personale            |
| 2019                                  | Europei under 23        | Gävle      | Salto con l'asta | 7º        | 5,50 m      |                                          |
| In rappresentanza dell' Inghilterra   |                         |            |                  |           |             |                                          |
| 2018                                  | Giochi del Commonwealth | Gold Coast | Salto con l'asta | 4º        | 5,45 m      | Miglior prestazione personale stagionale |
| 2022                                  | Giochi del Commonwealth | Birmingham | Salto con l'asta | Argento   | 5,55 m      |                                          |